# Alice Merton
Alice Florence Clarissa Merton (Francoforte sul Meno, 13 settembre 1993) è una cantautrice tedesca con cittadinanza canadese e britannica.

## Biografia
Nasce nel settembre 1993 a Francoforte sul Meno da madre tedesca e padre irlandese. Durante l'infanzia si trasferisce molte volte con la propria famiglia a causa del lavoro del padre, consulente minerario. All'età di soli tre mesi si trasferisce con la famiglia in Connecticut. Poco dopo si trasferisce a Oakville in Canada, dove vive fino ai 13 anni, quando la famiglia si trasferisce a Monaco di Baviera. Qui, spinta ad imparare la lingua tedesca per riuscire a comunicare con la nonna materna, frequenta una scuola superiore in lingua tedesca prima di diplomarsi e trasferirsi nel Regno Unito. Nel 2013 ritorna in Germania ed inizia i propri studi musicali presso la Popakademie Baden-Württemberg a Mannheim, dove si diplomerà come compositrice e cantautrice. Grazie al successo internazionale del suo brano No Roots vince l'edizione del 2018 degli European Border Breakers Awards. Nel 2019 pubblica il suo primo album di inediti dal titolo "Mint", anticipato dai singoli: "Lash out" e "Learn to live". Ad ottobre dello stesso anno al progetto vengono aggiunti quattro brani tra cui il singolo radiofonico "Easy".
Crescendo vive in Ontario, Connecticut, New York, Monaco di Baviera, Bournemouth, Londra, Berlino e altre città. A causa della sua vita trascorsa fra diversi paesi e culture, Alice Merton ha più volte dichiarato di sentirsi legata a Canada, Regno Unito, Germania, Francia e Irlanda. Nel 2019, a partire dalla 9ª stagione, assume il ruolo di coach a The Voice of Germany, conducendo alla vittoria una delle sue cantanti, Claudia Emmanuela Santoso. Nell'aprile 2021 pubblica il singolo Vertigo, primo estratto dal suo secondo album.
A settembre 2021 escono invece i due singoli "Hero" e "Island". Ma il secondo album ci mette un po' ad arrivare e a febbraio 2022 Alice annuncia il titolo e i titoli del suo secondo album in studio.
Esce a giugno del 2022 il suo secondo progetto di inediti S.I.D.E.S. 

## Discografia

### Album in studio
- 2019 – Mint
- 2022 – S.I.D.E.S.

### EP
- 2017 – No Roots

### Singoli
- 2016 – No Roots
- 2017 – Hit the Ground Running
- 2018 – Lash Out
- 2018 – Why So Serious[7]
- 2018 – Funny Business
- 2019 – Learn to Live
- 2019 – Easy
- 2021 – Vertigo
- 2021 – Hero
- 2021 – Island
- 2022 – Same Team
- 2022 – Blindside
- 2022 – Loveback
- 2022 – The Other Side
- 2022 – When You Were Young (The Orangery Session)
- 2023 – Waste My Life
- 2023 – Charlie Brown

### Collaborazioni
- 2018 – Half Good as You (Tom Odell feat. Alice Merton)
- 2020 – The Best (Awolnation feat. Alice Merton)